# ブレダの開城
『ブレダの開城』（ブレダのかいじょう、La rendición de Breda, Las lanzas）は、ディエゴ・ベラスケスによる絵画。1634年から1635年に描かれた。1625年6月5日のブレダ陥落を成し遂げたイタリア生まれの将軍アンブロジオ・スピノラとともにイタリアを訪れたことが、この絵の制作のきっかけとなっている。『ブレダの開城』はベラスケスの代表作の1つである。ジャン・モリスはこの絵を「あらゆる絵画の中でも最もスペイン的な1枚」 だと評している。

## 歴史
1625年のブレダ陥落は、八十年戦争後半において数少ないスペイン軍大勝利の1つである。ジェノヴァの貴族でスペイン軍の将軍であったアンブロジオ・スピノラは、上司の指示を無視してブレダを占領した。ブレダ占領の前にスペイン政府は、北海沿岸低地帯の堅牢な都市に包囲戦を仕掛けるのは金の浪費だ、ネーデルラント連邦共和国の経済封鎖に集中すべきだ、という方針を既に決定していた。この段階でスペイン軍の大部分は、大きく展開する三十年戦争の方に振り向けられていた。
ブレダは国境線近くにあるオランダの都市で、1567年以来アルバ公の支配を受け、10年後に奪還されるも再び襲撃を受けた。町はオラニエ＝ナッサウ家の所領で、彼らが築いた堅固な城は「Vale of Tempe」と呼ばれた。1624年、ドイツでの戦争が停戦となり、スペイン軍はその勢力をブレダに集中させることができた。難攻不落で知られる要塞を攻撃することは賢明ではないという考え方が主流だったが、アンブロジオ・スピノラはブレダに向かうという非常に重要な判断を下した。レガネス侯爵ディエゴ・フェリペ・デ・グスマンとカルロス・コロマもスピノラに就いてブレダに向かった。
スピノラが軍功を立てたのは、1604年にフランドルのオーステンデを陥落させて金羊毛勲章を得たときである。したがってブレダの包囲は、オランダとスペインの交戦であるだけではなく
「スピノラとオランダのナッサウという2大将軍の激突でもあった。双方とも要塞の攻防を熟知しており、その評判のかかる戦いであった。」
オランダ側の名将オラニエ公マウリッツ・ファン・ナッサウはスピノラと互角の戦いを交わしていたが、包囲戦が終了する前に死亡していた。その後を継いだオラニエ公フレデリック・ヘンドリック はオランダ軍の勢いを盛り返そうとしてうまくゆかず、最終的に5月に降伏した。「ブレダの敗北」の語は当時の高潔さと寛大さを表していた。
スピノラの勇猛と成功に感化されてベラスケスの描いた絵が『ブレダの開城』であった。ベラスケスがこの絵を描いていた頃、既にブレダはオランダに奪還され、スピノラも死去していた。スピノラが死去したのは1630年の秋、彼がベラスケスとともにイタリアへ航海したわずか1年後のことであった。ベラスケスは『ブレダの開城』を、スペイン国家とスピノラへの敬意を表して描いた。
ディエゴ・ベラスケスとアンブロジオ・スピノラが非常に親密になったのは
「1629年、バルセロナからジェノバへの旅の途中であった。画家はなによりもブレダ包囲がもたらした悲劇的結末に心を動かされた。この旅のすぐ後、不名誉にもスピノラは財産を失う羽目になったのである。彼の軍功さえも中傷を受け、スピノラは間もなく失意のうちに墓に入ったのである。」
ベラスケスは、スピノラの死後かなり気分を消沈させ、彼の名誉を回復したいと考えた。ベラスケスはスピノラと知り合ったことで、亡きスピノラへの賛辞として『ブレダの開城』を描いたのであった。

## 解説

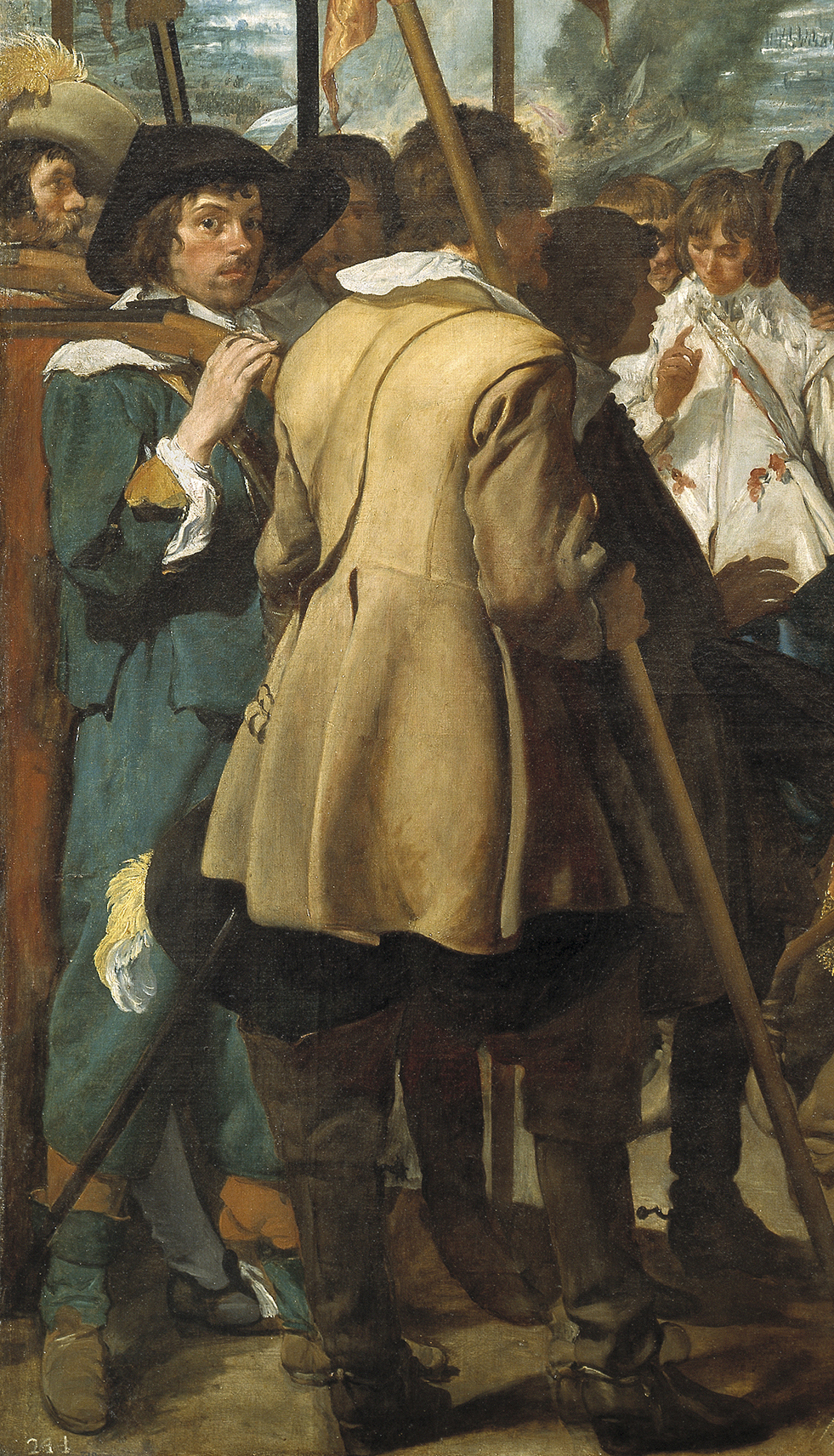
通称『槍 Las lanzas』の由来となった槍持ち。拡大図

『ブレダの開城』は、フェリペ4世軍の勝利を記念して描かれた実物大の戦況絵画12枚のうちの1つで、1635年頃、ほぼ竣工したブエン・レティーロ宮殿内の諸王国の間に掲げられた。描かれているのは、スペインとオランダ間で降伏文書が1625年6月5日に調印された3日後、鍵の受け渡しの場面である。それゆえ絵の焦点は、戦闘そのものではなく和解に置かれている。鍵は:「構成のまさに中心点に描かれている。平行四辺形で囲むことで鍵を強調し、大きなカンバス全体の焦点となっている。文字通り構成のカギであり、他の要素の構成を決めるもととなっている。」絵の中心点は比喩的にも、ユスティヌス・ファン・ナッサウ (en) からスピノラへ手渡される鍵に置かれている。この絵の特徴は、戦闘を描写した絵ながら、静的で感傷的な点にある。
目撃者の生命によれば、スピノラとナッサウ両者が馬から降りたという。スピノラは、王子の「王冠」や高貴な生まれの士官たちに囲まれたユスティヌスが到着するのを待った。次いで現れたのは、総督とその家族、親族、陸軍士官学校の生徒代表であった。彼らは包囲の間、1か所に閉じ込められていた。スピノラは敵の敗将に穏やかな表情で挨拶をして抱きしめ、長い攻防で彼らが見せた勇気や忍耐力を讃える言葉さえかけている。
『ブレダの開城』を通して、スピノラは、オランダ軍に示した尊敬の態度を今日まで讃えられている。スピノラは
「自分の軍隊に、負けたオランダ軍をあざけったり虐待したりすることを禁じた。近年のリポートによれば、彼自身ユスティヌスに敬礼したという。」
ベラスケスの絵が示したのは、戦争の果てに人がのぞかせる人道愛であり、ユスティヌスやオランダ軍に対しスピノラが示した配慮を讃えている。
ベラスケスはスピノラと交友があったため、『ブレダの開城』を歴史的にも正確に描くことができた。スピノラの外見描写の正確性はもちろん、戦闘についてスピノラが記憶していた内容も、ベラスケスの絵の構成に役立った。ブレダ包囲戦に関する個人的な体験に基づいた歴史知識を通して、『ブレダの開城』は非常に重要な歴史的実況を果たしている。ベラスケスは
「非常に人情味のあった、在りし日の名将の記念碑を、控え目なやり方で打ち立てたいと望んでいた。そこで、彼独自の秘密の方法で、絵の中の人物像に永遠の命を吹き込んだ。」
『ブレダの開城』は、戦の場におけるスペインの力、忍耐、情け深さが1つになった瞬間に敬意を表している。画面全体の右下端に紙切れが落ちている描写があるが、これはもともと画家が署名するために描かれたとされているが、他のベラスケスの作品と同様に最終的に署名されることはなかった。